# DC Super Hero Girls
DC Super Hero Girls é uma franquia americana de super-heróinas criada por figuras de ação da Warner Bros.. Os produtos foram lançados no terceiro trimestre de 2015.

## Enredo
Na Escola Secundária de Super-Heróis ou Super Hero High School, heróis conhecidos da DC frequentam aulas desafiadoras e lidam com todas as dificuldades do processo de crescimento (com o estresse adicional de ter superpoderes).

## Website
O site, que foi descrito como "altamente antecipado", foi lançado no início de julho de 2015. Os personagens lançados no site foram Princesa Diana/Mulher-Maravilha (Wonder Woman), Barbara Gordon/Batgirl, Kara Zor-El/Super-Moça (Supergirl), Harleen Frances/Arlequina (Harley Quinn), Pamela Lillian/Hera Venenosa (Poison Ivy), Tatsu Yamashiro/Katana, e Karen Beecher/Abelha (Bumblebee). Outros personagens, incluindo Hal Jordan/Lanterna Verde, Barry Allen/Flash, Carol Ferris/Safira Estrela, Garfield Mark/Mutano, Cheetah/Mulher-Leopardo, Shiera Hall/Garota-Gavião e Selina Kyle/Mulher-Gato também aparecem. Amanda Waller é apresentada como a diretora da Super Hero High School. Muitos outros heróis e vilões da DC Comics aparecem no fundo como cameos.

## Anúncio
A franquia foi anunciada em abril de 2015. A gama de produtos inclui livros da Random House, tie-ins Lego e figuras de ação da Mattel.

## Mídia

### Elenco

#### Elenco original
- Grey Griffin como Mulher-Maravilha/Giganta/Korugariano
- Anais Fairweather como Supergirl
- Mae Whitman como Batgirl/Speed Queen
- Tara Strong como Arlequina/Hera Venenosa/Ravena
- Teala Dunn como Abelha/Ártemis
- Stephanie Sheh como Katana
- Ashley Eckstein como Mulher-Leopardo
- Jessica DiCicco como Safira Estrela
- Hynden Walch como Estelar
- Nika Futterman como Garota-Gavião
- Danica McKellar como Nevasca
- Lauren Tom como Gêmeas Double Dare
- Yvette Nicole Brown como Diretora Amanda Waller
- Greg Cipes como Mutano
- Josh Keaton como Lanterna Verde (Hal Jordan)/Flash (Barry Allen)/Steve Trevor
- Maurice LaMarche como Professor Tornado Vermelho
- Cristina Pucelli como Mulher-Gato (Selina Kyle)/Miss Marte (Megan Morse)
- Dean Cain como Jonathan Kent
- Phil LaMarr como Lucius Fox/Mariposa Assassina
- John DiMaggio como Professor Pantera/Vice-Diretor Gorila Grodd/Darkseid
- Tom Kenny como Professor Remendo Maluco (Paul Dekker)/Professor Comissário Gordon/Parasita
- Helen Slater como Martha Kent
- Tania Gunadi como Lady Shiva
- Fred Tatasciore como Crocodilo/Perry, o Parademônio/Solomon Grundy/Monstro do Pântano
- April Stewart como Vovó Bondade/Stompa
- Misty Lee como Grande Barda/Mad Harriet
- Alexis G. Zall como Lois Lane
- Khary Payton como Ciborgue
- Anna Vocino como Oráculo
- Kevin Michael Richardson como Trigon
- Romi Dames como Lena Luthor

#### Dublagem brasileira
| Personagem                       | Dublagem (YouTube, Super Hero High) (Dublagem VoxMundi)                       | Redublagem (TBS, Heroínas do Ano) (Dublagem Cinevideo) |
| -------------------------------- | ----------------------------------------------------------------------------- | ------------------------------------------------------ |
| Wonder Woman ou Mulher-Maravilha | Tatiane Keplmair                                                              | Priscila Amorim                                        |
| Barbara Gordon/Batgirl           | Luciana Baroli                                                                | Guilene Conte                                          |
| Supergirl                        | Andressa Andreatto                                                            | Flávia Saddy                                           |
| Harley Quinn ou Arlequina        | Fernanda Bullara                                                              | Christiane Monteiro                                    |
| Bumblebee ou Abelha              | Priscilla Concepcion                                                          | Ana Lúcia Menezes                                      |
| Poison Ivy ou Hera Venenosa      | Samira Fernandes                                                              | Miriam Ficher                                          |
| Cheetah ou Mulher-Leopardo       | Maíra Paris                                                                   | Sarito Rodrigues                                       |
| Katana                           | Letícia Bortoletto                                                            | Mabel Cezar                                            |
| Hawkgirl ou Garota-Gavião        | Kate Kelly Ricci                                                              | Andrea Murucci                                         |
| Killer Frost ou Nevasca          | Priscila Franco                                                               | Gabriella Bicalho                                      |
| Starfire ou Estelar              | Flora Paulita                                                                 | Luisa Palomanes                                        |
| Star Sapphire ou Safira Estrela  | Marina Sirabello                                                              | Adriana Torres                                         |
| Catwoman ou Mulher-Gato          | Maíra Paris (especial Super Hero High) Priscila Franco (ep. Tudo Sobre Armas) | Sheila Dorfman                                         |
| Miss Martian ou Miss-Marte       | Flora Paulita                                                                 | Lhays Macêdo                                           |
| Beast Boy ou Mutano              | Yuri Chesman                                                                  | Charles Emmanuel                                       |
| Diretora Amanda Waller           | Adriana Pissardini                                                            | Marize Motta                                           |

[carece de fontes?]

### Websérie
A DC Super Hero Girls tem uma série de curtas de animação no YouTube e um site com foco em jovens heroínas e vilões presentes na Super Hero High. O primeiro episódio estreou em 1 de outubro de 2015 e a estreia da segunda temporada aconteceu em 21 de abril de 2016. No Brasil, foi transmitido em 23 de novembro de 2015 no Youtube e no final de julho de 2016 Cartoon Network. Disponível através do aplicativo de celular CN GO.

### Série de televisão
A DC Super Hero Girls terá uma série para televisão desenvolvida por Lauren Faust (My Little Pony: A Amizade É Mágica, The Powerpuff Girls, Foster's Home for Imaginary Friends, Galáxia Wander) no Cartoon Network em 2018.

## Episódios e outras animações

### Resumo
| Temporada | Temporada  | Episódios  | Exibição original     | Exibição original       | Exibição no Brasil     | Exibição no Brasil      |
| Temporada | Temporada  | Episódios  | Estreia               | Final                   | Estreia                | Final                   |
| --------- | ---------- | ---------- | --------------------- | ----------------------- | ---------------------- | ----------------------- |
|           | 1          | 13         | 1 de outubro de 2015  | 25 de fevereiro de 2016 | 23 de novembro de 2015 | 25 de fevereiro de 2016 |
|           | Especial   | Especial   | 19 de março de 2016   | 19 de março de 2016     | 16 de agosto de 2016   | 16 de agosto de 2016    |
|           | 2          | 25         | 21 de abril de 2016   | 12 de janeiro de 2017   | 21 de abril de 2016    | 12 de janeiro de 2017   |
|           | Filme HY   | Filme HY   | 23 de agosto de 2016  | 23 de agosto de 2016    | TDA                    | TDA                     |
|           | 3          | 26         | 26 de janeiro de 2017 | 30 de novembro de 2017  | 26 de janeiro de 2017  | 26 de novembro de 2017  |
|           | Filme IG   | Filme IG   | 23 de maio de 2017    | 23 de maio de 2017      | TDA                    | TDA                     |
|           | Filme LBD  | Filme LBD  | 8 de agosto de 2017   | 8 de agosto de 2017     | TDA                    | TDA                     |
|           | 4          | TDA        | 18 de janeiro de 2018 | TDA                     | 18 de janeiro de 2018  | TDA                     |
|           | Filme LSVH | Filme LSVH | 15 de maio de 2018    | 15 de maio de 2018      | TDA                    | TDA                     |

### 1ª Temporada (2015-2016)
| Episódio (série) | Episódio (temp.) | Título                                                           | Exibição original                            |
| --- | ---------------- | ---------------------------------------------------------------- | -------------------------------------------- |
| 1 | 1                | "Bem Vindos a Super Hero High" "Welcome to Super Hero High"      | 1 de outubro de 2015 23 de novembro de 2015  |
| Um novo ano começou na Super Hero High School!!! Acompanhe as suas Super-Heroínas DC favoritas pelos altos e baixos e tudo mais no primeiro dia de aula.                                     |                  |                                                                  |                                              |
| 2 | 2                | "Tudo Sobre a Super Hero High" "All About Super Hero High"       | 9 de outubro de 2015 23 de novembro de 2015  |
| É um grande dia para todos na Super Hero High School! A Wonder Woman finalmente chegou ao campus e está pronta para deixar sua marca, mas ainda tem muito a aprender.                        |                  |                                                                  |                                              |
| 3 | 3                | "Colegas de Quarto" "Roomies"                                    | 9 de outubro de 2015 23 de novembro de 2015  |
| Fazer amigos é emocionante, mas morar com eles é complicado! Descubra quais Super-Heroínas acabam dividindo um quarto.                                                                       |                  |                                                                  |                                              |
| 4 | 4                | "Pintando e Bordando" "Crazy Quiltin'"                           | 22 de outubro de 2015 3 de dezembro de 2015  |
| É hora do primeiro projeto do ano! Pegue os lápis de cor e ajude a Wonder Woman a criar um super-traje com a cara dela na Super Hero High School.                                            |                  |                                                                  |                                              |
| 5 | 5                | "Falta de Luz" "Power Outage"                                    | 5 de novembro de 2015 3 de dezembro de 2015  |
| É hora das garotas testarem os super-poderes! Descubra quem vai ser aprovada com louvor e quem vai bombar na Super Hero High School. A resposta talvez seja surpreendente.                   |                  |                                                                  |                                              |
| 6 | 6                | "Cinema na Super Hero High" "Fall Into Super Hero High"          | 20 de novembro de 2015 3 de dezembro de 2015 |
| Nada como assistir um filme com as amigas. A Harley Quinn tem o filme PERFEITO... mas cuidado com o gelo! Haha.                                                                              |                  |                                                                  |                                              |
| 7 | 7                | "Heroína do Mês: Poison Ivy" "Hero of the Month: Poison Ivy"     | 3 de dezembro de 2015 3 de dezembro de 2015  |
| Uma salva de palmas para a Heroína do Mês na Super Hero High: Poison Ivy! Ela resgatou colegas de turma, amigos e desconhecidos, e você não vai acreditar em quantas confusões ela resolveu! |                  |                                                                  |                                              |
| 8 | 8                | "Design Desastroso" "Designing Disaster Wonder"                  | 17 de dezembro de 2015 14 de janeiro de 2016 |
| O fim do semestre se aproxima, mas será que o supertraje da Wonder Woman vai levar a nota máxima?                                                                                            |                  |                                                                  |                                              |
| 9 | 9                | "Tudo Sobre Armas" "Weaponomics"                                 | 22 de dezembro de 2015 14 de janeiro de 2016 |
| A Wonder Woman entende tudo de armas, mas alguém não quer que a professora saiba disso. Você vai se surpreender com essa aula!                                                               |                  |                                                                  |                                              |
| 10 | 10               | "A Vida no Clube" "Clubbing"                                     | 14 de janeiro de 2016                        |
| É hora da Poison Ivy mudar de ramo (literalmente) e entrar para alguns clubes. Ordens da diretoria! Mas qual clube ela vai escolher na Super High School?                                    |                  |                                                                  |                                              |
| 11 | 11               | "Heroína do Mês: Bumblebee" "Hero of the Month: Bumblebee"       | 28 de janeiro de 2016                        |
| É hora da Bumblebee brilhar com seu heroísmo, sua habilidade de voo e seu excelente gosto musical! Veja a homenagem da Super Hero High School a ela!                                         |                  |                                                                  |                                              |
| 12 | 12               | "Salvando o Dia" "Saving the Day"                                | 11 de fevereiro de 2016                      |
| O semestre terminou para os alunos da Super Hero High... mas peraí! Soou o alarme e todos precisam voar para salvar o dia!                                                                   |                  |                                                                  |                                              |
| 13 | 13               | "Heroína do Mês: Wonder Woman" "Hero of the Month: Wonder Woman" | 25 de fevereiro de 2016                      |
| Atenção... é a nossa Heroína do Mês! A Wonder Woman é famosa por ser uma boa líder e uma ótima amiga, e por isso foi a escolhida da Super Hero High!                                         |                  |                                                                  |                                              |

### Especial (2016)
| # | Título                                                                         | Dirigido por   | Escrito por  | Exibição original |
| --- | ------------------------------------------------------------------------------ | -------------- | ------------ | --- |
| 1 | "DC Super Hero Girls: Super Hero High " DC Super Hero Girls: Super Hero High " | Jennifer Coyle | Shea Fontana | 19 de março de 2016 (Boomerang) 30 de maio de 2016 (Cartoon Network) 21 de maio de 2016 (Boomerang) 16 de agosto de 2016 (Boomerang) |
| Com a chegada de uma nova aluna, Supergirl, a escola de super-heróis está em festa, mas ao chegar no campos estudantil aterrissando em uma lanchonete, ela percebe que precisa evoluir muito para se tornar uma heroína. Paralelo a isso, a Sociedade de Detetive Júnior investiga uma série de ações que levam a suspeita o vice-diretor Grodd, um vilão reformulado, entretanto, esta talvez não seja a única ameaça? |                                                                                |                |              | |

### 2ª Temporada (2016)
| Episódio (série) | Episódio (temp.) | Título                                                                     | Exibição original                           |
| --- | ---------------- | -------------------------------------------------------------------------- | ------------------------------------------- |
| 14 | 1                | "Um Novo Começo" "New Beginnings"                                          | 21 de abril de 2016                         |
| Wonder Woman está vivendo seu destino! Como a nova embaixadora da escola, ela está liderando o projeto para recrutar a Supergirl para a Super Hero High — até que um ataque furtivo da vilã Giganta a pega de surpresa. |                  |                                                                            |                                             |
| 15 | 2                | "Herói do Mês: Supergirl" "Hero of the Month: Supergirl"                   | 5 de maio de 2016                           |
| Supergirl pode ser nova na Super Hero High, mas já faz o maior sucesso. Com suas entradas triunfais e seu entusiasmo incontrolável, ela é a heroína do mês!                                                             |                  |                                                                            |                                             |
| 16 | 3                | "Batgirl x Supergirl" "Batgirl vs. Supergirl"                              | 19 de maio de 2016                          |
| Batgirl e Supergirl se enfrentam na maior batalha de todas: a luta pelo último pedaço do superbolo! Descubra quem é rápida o bastante para não ficar de barriga vazia.                                                  |                  |                                                                            |                                             |
| 17 | 4                | "Quinncrível" "Quinn-tessential Harley"                                    | 2 de junho de 2016                          |
| O blog da Harley Quinn viralizou! Será que ela dá conta da responsabilidade de ser super-heroína E celebridade? |                  |                                                                            |                                             |
| 18 | 5                | "Herói do Mês: Harley Quinn" "Hero of the Month: Harley Quinn"             | 16 de junho de 2016                         |
| Uhuu! A heroína do mês é a Harley Qiunn! Ela salva o dia de formas divertidas e ri na cara do perigo. |                  |                                                                            |                                             |
| 19 | 6                | "Licença para Voar" "License to Fly"                                       | 30 de junho de 2016                         |
| O Bat-avião está pronto para decolar. Mas antes, a Batgirl precisa manobrar pela prova de voo. Descubra se ela é capaz de gabaritar!                                                                                    |                  |                                                                            |                                             |
| 20 | 7                | "Herói do Mês: Batgirl" "Hero of the Month: Batgirl"                       | 13 de julho de 2016                         |
| Uma salva de palmas para a heroína do mês: Batgirl! Ela é o gênio da Super Hero High, capaz de solucionar problemas em menos tempo que uma calculadora. Nota: Este episódio é listado como Episódio 8 em sua webisódio. |                  |                                                                            |                                             |
| 21 | 8                | "Encrenca em Dobro" "Doubles Trouble"                                      | 28 de julho de 2016                         |
| Cuidado! A Katana está prestes a descobrir o que acontece quando se dá uma raquete de tênis à garota mais poderosa do mundo.                                                                                            |                  |                                                                            |                                             |
| 22 | 9                | "Franken-Ivy" "Franken-Ivy"                                                | 9 de agosto de 2016                         |
| A planta da Poison Ivy está crescendo mais rápido do que se esperava. As DC Super Hero Girls precisam impedir que ela tome conta de Metropolis!                                                                         |                  |                                                                            |                                             |
| 23 | 10               | "Herói do Mês: Katana" "Hero of the Month: Katana"                         | 11 de agosto de 2016                        |
| Ela é rápida. Ela é corajosa. Ela é estilosa. Uma salva de palmas para a Katana, especialista em espadas e a nova heroína do mês!                                                                                       |                  |                                                                            |                                             |
| 24 | 11               | "Cara, Cadê Meu Avião Invisível?" "Dude, Where's My Invicible Jet?"        | 25 de agosto de 2016 14 de novembro de 2015 |
| Quando o avião invisível da Wonder Woman desaparece, todos se unem para encontrá-lo. Você nem imagina onde ele está! |                  |                                                                            |                                             |
| 25 | 12               | "Herói do Mês: Frost" "Hero of the Month: Frost"                           | 6 de setembro de 2016                       |
| Seja enfrentando supervilões ou solucionando equações químicas complicadas, Frost nunca esquenta a cabeça. Veja a Frost em ação como heroína do mês!                                                                    |                  |                                                                            |                                             |
| 26 | 13               | "Ops!" "The Blunder Games"                                                 | 8 de setembro de 2016                       |
| A prova final de Sobrevivência Avançada desafia os instintos da Batgirl. Mas quando o equipamento dela falha, ela precisa se virar com outros superpoderes.                                                             |                  |                                                                            |                                             |
| 27 | 14               | "O Dia de Folga da Hawkgirl" "Hawkgirl's Day Off"                          | 22 de setembro de 2016                      |
| Para descansar das aulas e do trabalho como inspetora voluntária, Hawkgirl recebe das amigas um dia relaxante no superspa. Mas todo o descanso vai para o espaço quando a terrível Mrs. Clayface aparece de surpresa!   |                  |                                                                            |                                             |
| 28 | 15               | "Herói do Mês: Hawkgirl" "Hero of the Month: Hawkgirl"                     | 4 de outubro de 2016                        |
| Hawkgirl é uma garota e tanto. Ela é a melhor inspetora voluntária da Super Hero High, defensora incansável da justiça e, acima de tudo, uma amiga leal e atenciosa. Parabéns à nova heroína do mês!                    |                  |                                                                            |                                             |
| 29 | 16               | "A Chita e o Lobo" "The Cheetah Who Cried Wolf"                            | 6 de outubro de 2016                        |
| A prova final de Sobrevivência Avançada desafia os instintos da Batgirl. Mas quando o equipamento dela falha, ela precisa se virar com outros superpoderes.                                                             |                  |                                                                            |                                             |
| 30 | 17               | "Senhorita do Anel" "Ring of Mire"                                         | 20 de outubro de 2016                       |
| Quando Star Sapphire deixa cair o anel de lanterna violeta na pia, ela mergulha no esgoto para encontrá-lo. E dá de cara com o vilão Croc!                                                                              |                  |                                                                            |                                             |
| 31 | 18               | "Herói do Mês: Sapphire" "Hero of the Month: Star Sapphire"                | 1 de novembro de 2016                       |
| Star Sapphire desfila pelos corredores da Super Hero High e mostra quem manda com o poderoso anel de lanterna violeta. Arrase com o título de heroína do mês, Star Sapphire!                                            |                  |                                                                            |                                             |
| 32 | 19               | "O Acessório da Temporada" "Ultimate Accessory"                            | 3 de novembro de 2016                       |
| A coisa vai esquentar! Bumblebee precisa projetar um acessório de alta tecnologia para mostrar que sabe tudo sobre armas. Será que o produto final vai ser suficiente para ela passar de ano?                           |                  |                                                                            |                                             |
| 33 | 20               | "O Que é, O Que é" "Riddle of the Heart"                                   | 17 de novembro de 2016                      |
| A Batgirl sempre foi capaz de desvendar mistérios em um piscar de olhos... pelo menos até agora. Descubra quem está por trás de uma série de charadas.                                                                  |                  |                                                                            |                                             |
| 34 | 21               | "Herói do Mês: Cyborg e Starfire" "Hero of the Month: Cyborg and Starfire" | 29 de novembro de 2016                      |
| Pela primeira vez, a diretora Waller nomeia dois heróis do mês: Cyborg e Starfire! A amizade e a cooperação dos dois mostram que superpoderes funcionam ainda melhor em conjunto.                                       |                  |                                                                            |                                             |
| 35 | 22               | "Frio de Rachar" "Frost's Bite"                                            | 1 de dezembro de 2016                       |
| Quando a Frost não consegue se aquecer, ela destila toda a frieza nos colegas. Alguém vai ter que quebrar o gelo! |                  |                                                                            |                                             |
| 36 | 23               | "Dupla Dinâmica" "Odd Couple"                                              | 20 de dezembro de 2016                      |
| Surpresa! Harley Quinn e Lady Shiva precisam trabalhar juntas no projeto de Emboscada Avançada. Será que elas conseguirão colaborar e capturar a vilã Cheshire?                                                         |                  |                                                                            |                                             |
| 37 | 24               | "Sangue Frio" "Cold Blooded"                                               | 29 de dezembro de 2016                      |
| Frost está gripada, e cada espirro é uma tempestade de neve em miniatura! Sem hesitar, Bumblebee faz o que é preciso para salvar o dia... mesmo que isso signifique encolher para combater o vírus.                     |                  |                                                                            |                                             |
| 38 | 25               | "Herói do Mês: Lady Shiva" "Hero of the Month: Lady Shiva"                 | 12 de janeiro de 2017                       |
| Lady Shiva claramente vem treinando para se tornar a heroína do mês. Ela é uma das poucas super-heroínas que são tão boas de briga quanto de matemática!                                                                |                  |                                                                            |                                             |

### 3ª Temporada (2017)
| Episódio (série) | Episódio (temp.) | Título                                                                  | Exibição original       |
| --- | ---------------- | ----------------------------------------------------------------------- | ----------------------- |
| 39 | 1                | "Parceiros Improváveis" "Batnapped"                                     | 26 de janeiro de 2017   |
| Batgirl foi raptada pelo Killer Moth, que quer fazer dela sua parceira! Que pena, Batgirl já tem uma parceira.                                         |                  |                                                                         |                         |
| 40 | 2                | "Surpresa" "Suprise"                                                    | 2 de fevereiro de 2017  |
| Harley Quinn consegue ajuda de Katana e Bumblebee para esconder um presente surpresa no dormitório da Batgirl.                                         |                  |                                                                         |                         |
| 41 | 3                | "Herói do Mês: Beast Boy" "Hero of the Month: Beast Boy"                | 9 de fevereiro de 2017  |
| O herói do mês é o Beast Boy! Seja transformando-se em um crocodilo feroz ou em um polvo simpático, Beast Boy salva o dia das formas mais inesperadas. |                  |                                                                         |                         |
| 42 | 4                | "Monstros de Kryptomites (Parte 1)" "Tales from the Kryptomites Part 1" | 16 de fevereiro de 2017 |
| Lena Luthor usa a Kryptonite restante da nave da Supergirl para criar Kryptomites vivos.                                                               |                  |                                                                         |                         |
| 43 | 5                | "Monstros de Kryptomites (Parte 2)" "Tales from the Kryptomites Part 2" | 23 de fevereiro de 2017 |
| Os supers devem salvar Metropolis do exército de Kryptomites.                                                                                          |                  |                                                                         |                         |
| 44 | 5                | "Seeing Red"                                                            | 2 de março de 2017      |
| TDA |                  |                                                                         |                         |
| 45 | 6                | "Spring Prison Break"                                                   | 9 de março de 2017      |
| TDA |                  |                                                                         |                         |
| 46 | 7                | "Around Metropolis in 80 Seconds"                                       | 16 de março de 2017     |
| TDA |                  |                                                                         |                         |
| 47 | 8                | "For Art's Sake"                                                        | 4 de maio de 2017       |
| TDA |                  |                                                                         |                         |
| 48 | 9                | "Wildside, Part 1"                                                      | 11 de maio de 2017      |
| TDA |                  |                                                                         |                         |
| 49 | 10               | "Wildside, Part 2"                                                      | 18 de maio de 2017      |
| TDA |                  |                                                                         |                         |
| 50 | 11               | "Day of Fun-Ship"                                                       | 1 de junho de 2017      |
| TDA |                  |                                                                         |                         |
| 51 | 12               | "The Ares Up There"                                                     | 8 de junho de 2017      |
| TDA |                  |                                                                         |                         |
| 52 | 13               | "Stealth 101, Part 1"                                                   | 15 de junho de 2017     |
| TDA |                  |                                                                         |                         |
| 53 | 14               | "Stealth 101, Part 2"                                                   | 22 de junho de 2017     |
| TDA |                  |                                                                         |                         |
| 54 | 15               | "A Fury Scorned"                                                        | 29 de junho de 2017     |
| TDA |                  |                                                                         |                         |
| 55 | 16               | "Body Electric"                                                         | 6 de julho de 2017      |
| TDA |                  |                                                                         |                         |
| 56 | 17               | "Techless Tuesday"                                                      | 13 de julho de 2017     |
| TDA |                  |                                                                         |                         |
| 57 | 18               | "Fresh Ares, Part 1"                                                    | 20 de julho de 2017     |
| TDA |                  |                                                                         |                         |
| 58 | 19               | "Fresh Ares, Part 2"                                                    | 27 de julho de 2017     |
| TDA |                  |                                                                         |                         |
| 59 | 20               | "Fresh Ares, Part 3"                                                    | 3 de agosto de 2017     |
| TDA |                  |                                                                         |                         |
| 60 | 21               | "Gorilla Warfare"                                                       | 26 de outubro de 2017   |
| TDA |                  |                                                                         |                         |
| 61 | 22               | "Fight Flub"                                                            | 2 de novembro de 2017   |
| TDA |                  |                                                                         |                         |
| 62 | 23               | "Jetsetters"                                                            | 9 de novembro de 2017   |
| TDA |                  |                                                                         |                         |
| 63 | 24               | "New Perry-Spective"                                                    | 16 de novembro de 2017  |
| TDA |                  |                                                                         |                         |
| 64 | 25               | "Dog Day After School"                                                  | 23 de novembro de 2017  |
| TDA |                  |                                                                         |                         |
| 65 | 26               | "It's A Superful Life"                                                  | 30 de novembro de 2017  |
| TDA |                  |                                                                         |                         |

### Filmes (2016-2018)
| # | Título                                                                                             | Dirigido por                     | Escrito por               | Exibição original      |
| - | -------------------------------------------------------------------------------------------------- | -------------------------------- | ------------------------- | ---------------------- |
| 1 | "DC SuperHero Girls: Heroínas do Ano " DC Super Hero Girls: Hero of the Year "                     | Jennifer Coyle                   | Shea Fontana              | 23 de agosto de 2016   |
| 2 | "DC SuperHero Girls: Jogos Intergalácticos " DC Super Hero Girls: Intergalactic Games "            | Cecilia Aranovich                | Shea Fontana              | 21 de março de 2017    |
| 3 | "Lego Dc Super Hero Girls - Controle Mental " Lego DC Super Hero Girls: Mind Control "             | Todd Grimes                      | Jeremy Adams, James Krieg | 28 de setembro de 2017 |
| 4 | "Lego DC Super Hero Girls: Escola de Super-Vilões " Lego DC Super Hero Girls: Super-Villain High " | Elsa Garagarza                   | Jeremy Adams              | 15 de maio de 2018     |
| 5 | "DC Super Hero Girls: Lendas de Atlântida " DC Super Hero Girls: Legends of Atlantis "             | Cecilia Aranovich e Ian Hamilton | Shea Fontana              | 2 de outubro de 2018   |

## Publicação
Existem dois tipos de livros que estão sendo liberados, como literatura romance juvenil de Random House e romances gráficos de DC Comics. No Brasil, o romance publicado pela editora Rocco Jovens Leitores e romances gráficos pela editora Panini Comics.

### Romances
| Título                                                                          | ISBN                                    | Data publicada                     |
| ------------------------------------------------------------------------------- | --------------------------------------- | ---------------------------------- |
| Wonder Woman at Super Hero High As Aventuras de Wonder Woman na Super Hero High | ISBN 978-1101940594 ISBN 978-8579802898 | 1 de março de 2016 Outubro de 2016 |
| Supergirl at Super Hero High                                                    | ISBN 978-1101940624                     | 5 de julho de 2016                 |
| Batgirl at Super Hero High                                                      | ISBN 978-1101940655                     | 3 de janeiro de 2017               |
| Katana at Super Hero High                                                       | ISBN 978-1101940686                     | 4 de julho de 2017                 |
| Harley Quinn at Super Hero High                                                 | ISBN 978-1524769239                     | 2 de janeiro de 2018               |
| Bumblebee at Super Hero High                                                    | ISBN 978-1524769260                     | 3 de julho de 2018                 |

### Romances gráficos
| Título                        | ISBN                                    | Data publicada                           |
| ----------------------------- | --------------------------------------- | ---------------------------------------- |
| Finals Crisis Provas finais   | ISBN 978-1401262471 ISBN 978-8542605082 | 5 de julho de 2016 23 de outubro de 2016 |
| Hits and Myths                | ISBN 978-1401267612                     | 8 de novembro de 2016                    |
| Summer Olympus                | ISBN 978-1401272357                     | 11 de julho de 2017                      |
| Past Times at Super Hero High | ISBN 978-1401273835                     | 26 de setembro de 2017                   |
| Date with Disaster            | ISBN 978-1401278786                     | 31 de janeiro de 2018                    |
| Out of the Bottle             | ISBN 978-1401274832                     | 7 de agosto de 2018                      |
| Search for Atlantis           | ISBN 978-1401283537                     | 26 de agosto de 2018                     |

### História em quadrinhos
- DC Super Hero Girls - Past Times at Super Hero High (5 de outubro de 2016)
- DC Super Hero Girls - Out of the Bottle (12 de abril de 2017)
- DC Super Hero Girls - Spaced Out (20 de novembro de 2017)

## Música não oficial
O single oficial para a série "That's My Girl", interpretada pela Fifth Harmony.